# Stammbahnen in Skandinavien
Eine so genannte Stammbahn ist in Skandinavien eine Bahnstrecke, die im jeweiligen nationalen Schienennetz eine herausragende Verkehrsverbindung darstellt.

## Stammbahnen in Schweden

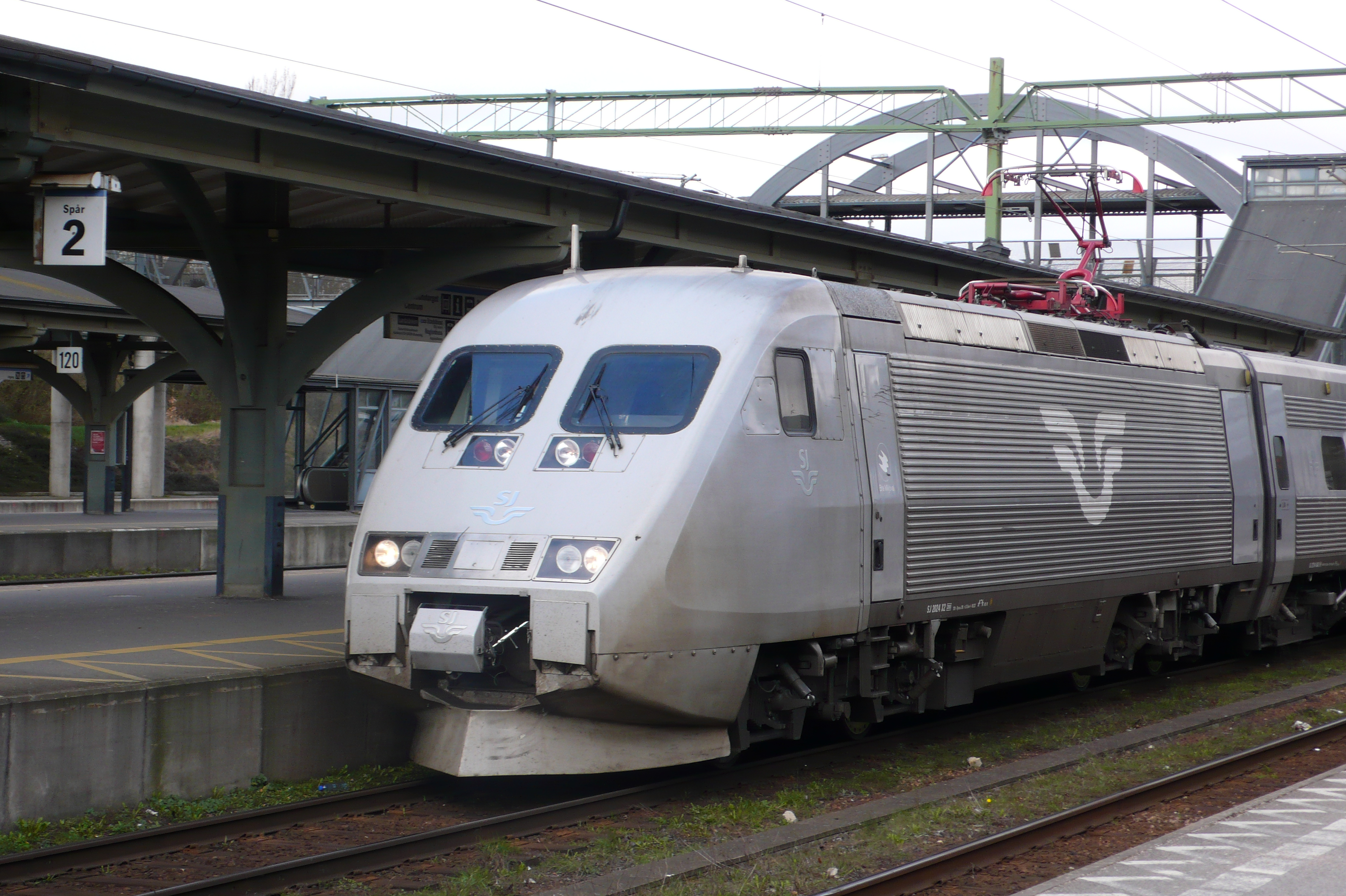
Auf einem Großteil der schwedische Stammbahnen fährt der X2

Ursprünglich wurden die Stammbahnen in Schweden 1854 durch einen Parlamentsbeschluss des schwedischen Reichstages eingeführt. Damals wurde festgelegt, dass die Hauptstrecken eines Landes vom Staat gebaut werden, im Gegensatz zu anderen Strecken, die von privaten Unternehmen und Konsortien gebaut werden sollten. Stammbahnen wurden in Schweden von 1856 bis 1892 gebaut. Die letzte Strecke war die Stambanan genom övre Norrland.
Der staatliche Bahnbau war damit noch nicht zu Ende, auch wenn die wichtigsten Strecken gebaut waren. Durch Verstaatlichung und Übernahmen bei in Konkurs gegangenen Gesellschaften übernahm der Staat die Verantwortung für immer mehr Bahnstrecken. In den frühen 1900er Jahren waren vor allem im Norden neue Strecken zu bauen. Diese wurden jedoch nicht Stammbahnen genannt, wie etwa die Inlandsbahn. Für eine gewisse Zeit in der Mitte der 1800er Jahre wurden 70 Prozent der Staatsausgaben als Darlehen in den Eisenbahnbau gesteckt. Der schwedische Staat musste lange Zeit Zinsen zahlen, vor allem an deutsche Kreditgeber. Mit der Inflation nach dem Ersten Weltkrieg endeten diese Verpflichtungen. Die langjährigen Zinszahlungen sind jedoch normal bei der jahrzehntelangen Nutzungsdauer für Eisenbahnen.
Stambana ist heute keine offizielle Definition für eine bestimmte Art von Bahnstrecken in Schweden. Der Begriff wird jedoch nach wie vor für gewisse Strecken verwendet. Das Konzept im Zusammenhang mit der staatlichen Hauptstrecken ist von geringer Bedeutung, nachdem private und kommunale Bahnen verstaatlicht wurden. Die aktuellen Namen der schwedischen Strecken wurden von Banverket im Jahr 1990 festgelegt und orientieren sich nicht mehr an der originalen oder historischen Bezeichnung.
Beispielsweise war Södra stambanan von Anfang an eine Hauptstrecke von Malmö über Nässjö nach Falköping, wo sie an die erste Hauptstrecke Schwedens, Västra stambanan anschloss. Die Strecke Nässjö–Katrineholm wurde später als Östra stambanan gebaut. Allmählich wurde aber die gesamte Strecke Malmö–Nässjö–Katrineholm (wo sie an Västra stambanan anschloss) so genannt, was man durch die Namensgebung durch Banverket 1990 bekräftigte. Der Abschnitt Nässjö–Falköping hat den Namen Jönköpingsbanan erhalten.
Mit Norra stambanan wurde die Strecke (Stockholm C–) Uppsala–Krylbo–Ockelbo–Ljusdal–Ånge bezeichnet, aber jetzt findet der Name für die Strecke durch Gävle anstelle von Krylbo für den Abschnitt zwischen Uppsala und Ockelbo Verwendung.
Die Regierung beschloss 2012 eine Verlängerung der Hauptstrecke durch den Ostlänken, einen Teil der geplanten Götalandsbanan.
| Name (schwedisch)             | Strecke |
| ----------------------------- | --- |
| Västra stambanan              | Stockholm–Katrineholm–Hallsberg–Skövde–Göteborg |
| Södra stambanan               | Katrineholm–Norrköping–Linköping–Nässjö–Sävsjö-Alvesta–Hässleholm–Malmö, früher bekannt als Östra stambanan zwischen Katrineholm–Nässjö, Falköping–Jönköping–Nässjö, früher bekannt als Södra stambanan, nun Jönköpingsbanan |
| Norra stambanan               | Gävle–Ockelbo–Bollnäs–Ljusdal–Ånge |
| Stambanan genom övre Norrland | Bräcke–Långsele–Vännäs–Boden |
| Nordvästra stambanan          | Laxå–Karlstad–Kil–Charlottenberg, heute unter dem Namen Värmlandsbanan |

## Stammbahnen in Norwegen
In Norwegen werden mit Stammbahnen innernorwegische Fernbahnen zwischen den „Landesteilen“ (norwegisch Landsdel) bezeichnet.
| Name (norwegisch) | Strecke               | eröffnet |
| Rørosbanen        | Hamar–Røros–Trondheim | 1877 „zwischen den Landesteilen“ erbaut, 1880 zwischen Trondheim und Kristiania fertiggestellt                       |
| Bergensbanen      | Oslo–Bergen           | 1909 fertiggestellt                                                                                                  |
| Dovrebanen        | Oslo–Trondheim        | 1921 fertiggestellt                                                                                                  |
| Sørlandsbanen     | Oslo–Stavanger        | 1938 von Oslo bis Kristiansand fertiggestellt, 1944 bis Stavanger verlängert                                         |
| Nordlandsbanen    | Bodø–Trondheim        | 1940 zwischen Trondheim und Mosjøen fertiggestellt, 1942 bis Mo i Rana, 1958 bis Fauske und 1962 bis Bodø verlängert |

## Stammbahnen in Finnland
Als Stammbahn in Finnland wird die Strecke von Helsinki über Tampere, Seinäjoki und Kokkola nach Oulu und weiter nach Norden bezeichnet. Ende der 19. Jahrhunderts existierten dazu die Strecken Kotka–Kuopio–Joensuu–Vyborg und Helsinki–St. Petersburg als Stammbahnen.